# Parijse studentenrevolte

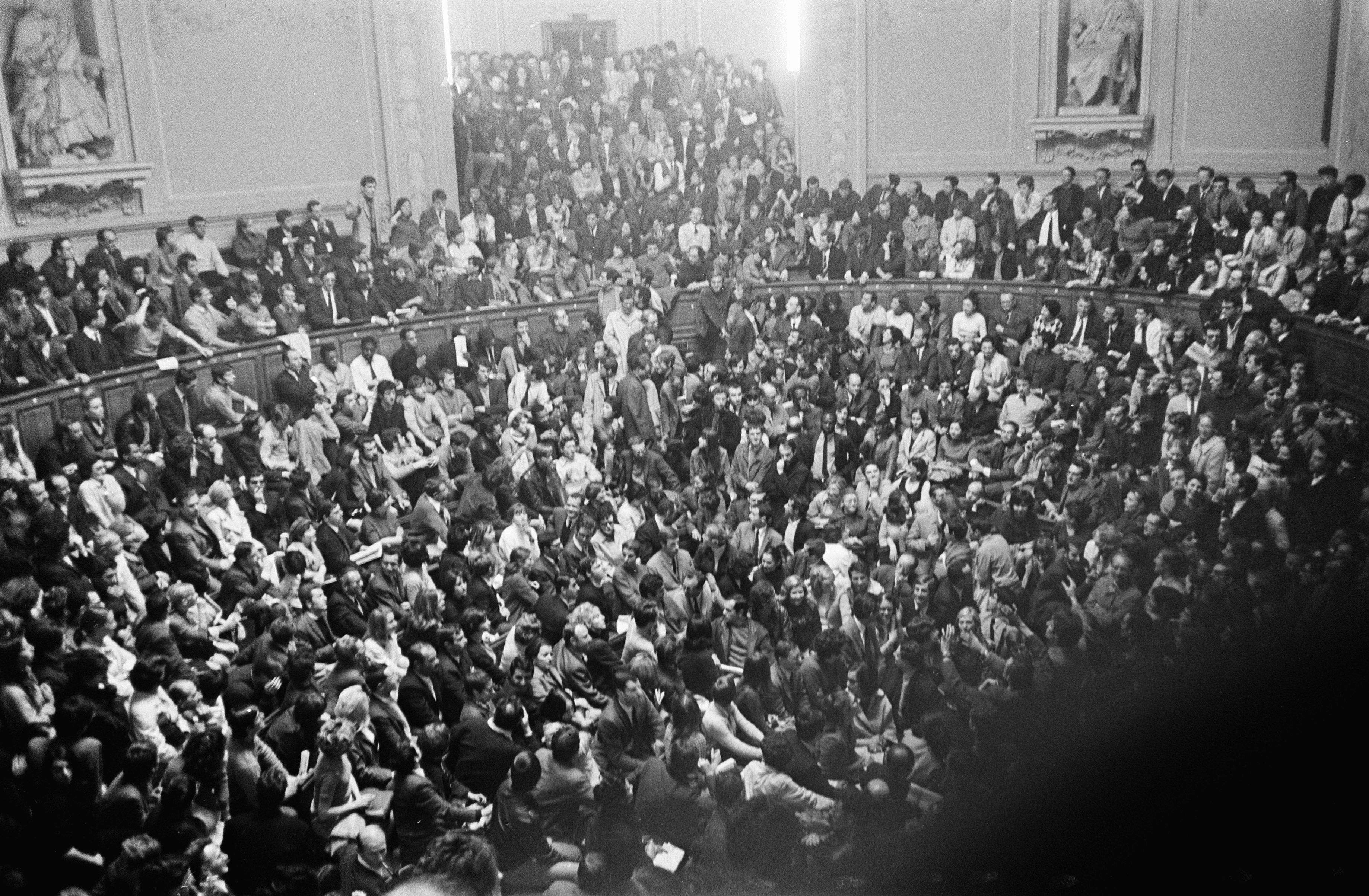
Sorbonne bezet door studenten, 28 mei 1968

In mei 1968 brak vanuit een studentenopstand een algemene staking uit, verspreid over heel Frankrijk, de Parijse studentenrevolte genaamd. Ook in andere landen waren er grootschalige protesten. Al snel namen de gebeurtenissen bijna revolutionaire vormen aan, tot het protest uiteindelijk uitstierf, na onderdrukking door de overheid. De manifestaties waren uniek omdat ze niet uitgingen van een bepaalde bevolkingsgroep, maar etniciteit, cultuur, klasse en leeftijd overstegen.
De proteststakingen waren met name gericht tegen de "oude maatschappij" en de traditionele moraliteit, waarbij vooral het onderwijssysteem en het gebrek aan werkgelegenheid bekritiseerd werden. In Parijs ontstonden er straatgevechten tussen betogers en politie. President Charles de Gaulle schreef uiteindelijk op 23 juni 1968 nieuwe parlementsverkiezingen uit, om de gemoederen te bedaren. De protestacties namen af, en tegen alle verwachtingen in scoorde de partij van de Gaulle hoger dan ooit tijdens de verkiezingen.
1968 was internationaal een onrustig jaar, maar zonder blijvende politieke veranderingen. De gebeurtenissen hadden echter wel een enorme sociale impact. Mei 1968 wordt als een kantelmoment gezien van de oude, conservatieve maatschappij met haar moralistische idealen, op vlak van religie, patriottisme en respect voor autoriteit, naar een meer progressieve maatschappij die individualisme en meer sociale vrijheid propageert.

## Geschiedenis

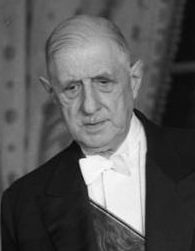
Charles de Gaulle

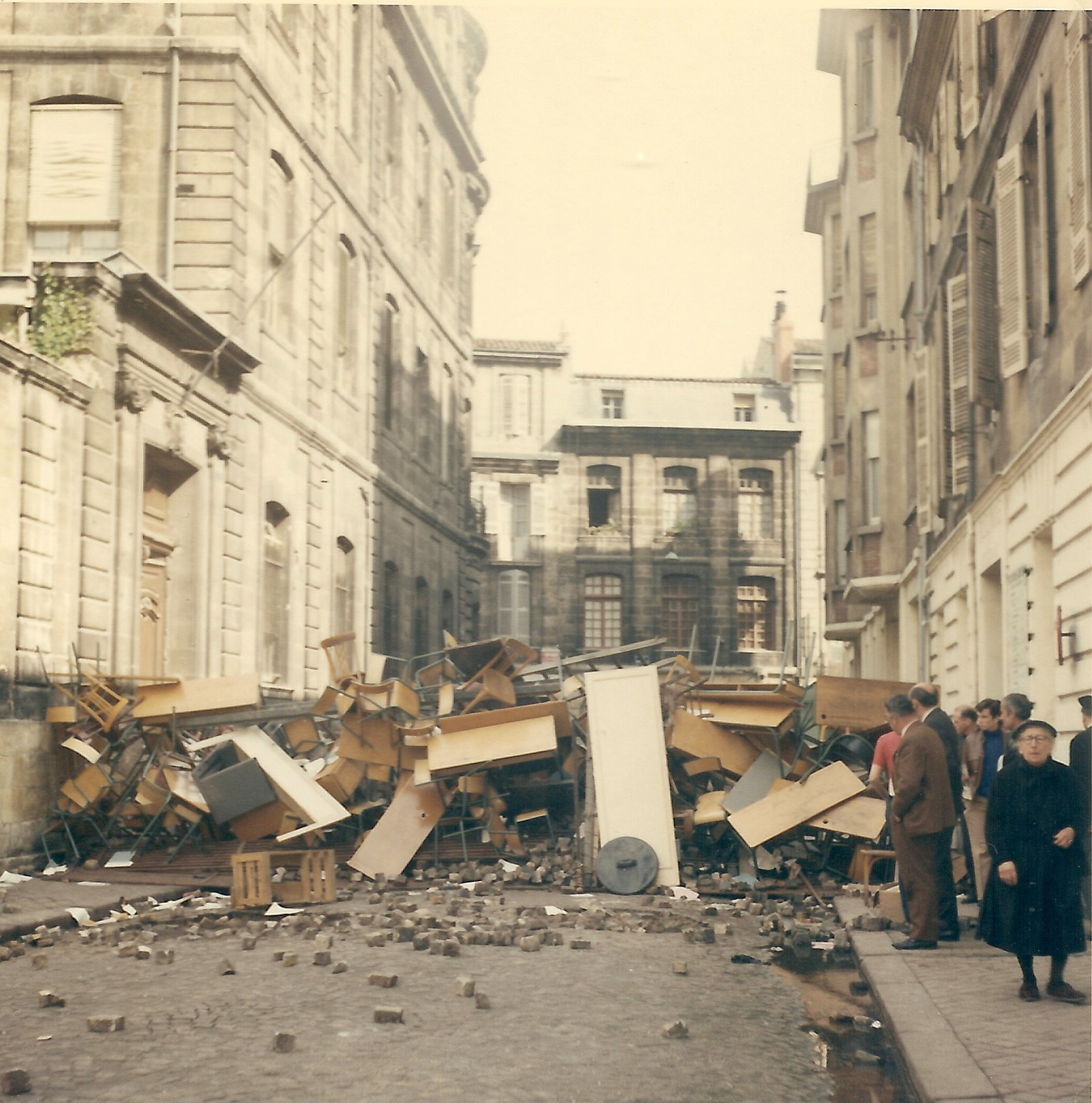
Barricades in Bordeaux

De revolte begon als een reeks studentenstakingen die uitbraken op een aantal universiteiten en middelbare scholen in Parijs. Nadat de regering van Charles de Gaulle probeerde de stakingen neer te slaan met politiegeweld, ontvlamde de toestand nog verder, met straatgevechten tegen de politie in het Quartier Latin, gevolgd door een algemene studentenstaking waarbij tien miljoen arbeiders zich aansloten, ongeveer twee derde van de Franse arbeidersbevolking.
De protesten bereikten het punt dat de Gaulle een militair hoofdkwartier oprichtte om de onlusten te bestrijden, en dat hij het parlement ontbond en verkiezingen uitschreef voor 23 juni 1968.
De regering was dicht bij de volledige ineenstorting, maar de revolutionaire situatie verdween even snel als ze gekomen was. De arbeiders gingen weer aan het werk en de Gaullisten kwamen sterker uit de verkiezingen.
Veel manifestanten waren aanhangers van linkse bewegingen als het communisme en het anarchisme. Velen zagen een gelegenheid om de "gevestigde maatschappij" door elkaar te schudden, en pleitten bijvoorbeeld voor nieuwe onderwijsmethoden en voor de vrije liefde. 
Boegbeelden van de beweging waren de filosofen Jean-Paul Sartre, Jacques Derrida (in Frankrijk) en Herbert Marcuse (in Duitsland), de Franse psychoanalyticus Jacques Lacan, en de studentenleiders Daniel Cohn-Bendit (Frankrijk) en Rudi Dutschke (Duitsland).

## Internationaal
Ook elders in de wereld waren er protesten:
- In maart trok president Lyndon Johnson zich terug uit de Amerikaanse verkiezingen na maanden van protest.
- In Mexico werd op 2 oktober een studentenprotest bloedig neergeslagen (Bloedbad van Tlatelolco).
- In Tsjecho-Slowakije was er de Praagse Lente.
- In België staakten de studenten in Leuven tegen de Franstalige invloed in de universiteit, met de uiteindelijke splitsing van de tweetalige universiteit in de Nederlandstalige Katholieke Universiteit Leuven en de Franstalige Université catholique de Louvain tot gevolg. Ook de afsplitsing van de Vrije Universiteit Brussel van de voorheen tweetalige Université libre de Bruxelles is gerelateerd aan mei '68.

## Kritiek
De beweging heeft ook van meet af aan strenge critici gehad. Zij beschrijven Mei 68 als een "tijd van zinsverbijstering" die leidde tot permissiviteit, cultuurrelativisme en de seksuele revolutie initieerde. Een van hen was de freudiaanse psychoanalyticus Jacques Lacan. In zijn collegereeks L'envers de la psychoanalyse in 1969 verweet Lacan zijn grotendeels maoïstische leerlingen dat de universiteit waar de studenten tegen streden al lang was begonnen hun vrijheidsidealen over te nemen. Hun opstand was niet meer dan een abstracte, academische formaliteit, aldus Lacan. Hij eindigde zijn collegereeks dan ook met een pleidooi voor de schaamte: "Jullie moeten je schamen! Wat een aanfluiting, die opstand!" "Maar", voegde hij er sarcastisch aan toe, "wees maar niet bang, je sterft gelukkig niet zomaar aan schaamte."
Naar aanleiding van 40 jaar Mei 68 werden in 2008 tal van kritische analyses gemaakt. In Frankrijk maakte bijvoorbeeld André Glucksmann, zelf een oud-strijder, de balans op, en stelde dat "'68 verantwoordelijk is voor een intellectueel en moreel relativisme dat Frankrijk kapot maakt."
In Duitsland ten slotte trekt de historicus Götz Aly in zijn boek Unser Kampf 1968 een provocerende parallel tussen de '68-beweging en het opkomende nazisme in de jaren 30 van de 20ste eeuw.

## Trivia
- De tournee door Frankrijk van de Griekse band Aphrodite's Child, die dat jaar doorbrak met de hitsingle Rain and Tears, werd wegens de onrust afgelast.
- In mei 2018 gaf België een herdenkingsmunt van 2 euro uit ter gelegenheid van de 50e verjaardag van de studentenrevolte.
- Naar aanleiding van de revolte maakte Vangelis in 1972 (indertijd lid van Aphrodite's Child) het als obscuur beschouwde album 'Fais Que Ton Reve Soit Plus Long Que La Nuit' ('Laat je droom langer duren dan de nacht'). Het stuk wordt door Vangelis omschreven als een symfonisch gedicht in de traditie van Franz Liszt en Antonín Dvořák.